# Blackburn B-88
Blackburn B-88 (Y.B.1, B-54) – prototyp brytyjskiego, pokładowego, turbośmigłowego samolotu patrolowego przeznaczonego do zwalczania okrętów podwodnych.

## Historia
B-88 powstał w odpowiedzi na specyfikację techniczną GR.17/45 wydaną przez Air Ministry w 1945 roku. Zakładała ona wybudowanie wyspecjalizowanego w zwalczaniu okrętów podwodnych samolotu zdolnego do operowania z pokładu lotniskowca. Zapotrzebowanie na tego typu maszyny było wynikiem doświadczeń, jakie Royal Navy wyniosła z czasów II wojny światowej, podczas której lotnictwo wykazało ogromną skuteczność w zwalczaniu niemieckich U-Bootów. Do prac nad nową maszyną przystąpiły dwie wytwórnie lotnicze. Fairey, którego inżynierowie zbudowali Fairey Gannet, oraz Blackburn Aircraft, który skonstruował B-88. Początkowo projekt został oznaczony jako B-54 (Y.A.5), nowa maszyna miała być napędzana nowo projektowanym silnikiem turbośmigłowym Napier Double Naiad, który był podwójną wersją pojedynczego silnika Napier Naiad. Z racji zarzucenia przez producenta jednostki napędowej firmy Napier & Son dalszych prac nad silnikiem, projekt B-54, już pod nowym oznaczeniem B-88, przystosowano do silnika Armstrong Siddeley Double Mamba (znanego również pod oznaczeniem Twin Mamba a będącego również układem dwóch pojedynczych silników Armstrong Siddeley Mamba). Jako studium do właściwego projektu zbudowano dwa prototypy oznaczone jako Y.A.7 oraz Y.A.8. Zamiast docelowej jednostki napędowej, w obydwu maszynach użyto silnika tłokowego Rolls-Royce Griffon 56 o mocy 1490 kW. Samolot Y.A.7 wzniósł się po raz pierwszy w powietrze 29 września 1949 roku. W lutym 1950 roku maszyna przeszła cykl próbnych startów i lądowań na lotniskowcu. W tym samym roku brytyjska Admiralicja nakazała wyposażyć samoloty w radar przeznaczony do wyszukiwania celów. Drugi prototyp, Y.A.8 swój dziewiczy lot wykonał 3 maja 1950 roku, od Y.A.7 różnił się zwiększonym skosem zewnętrznych części skrzydeł oraz dodaniem trzeciego członka załogi, odpowiedzialnego za obsługę urządzeń radarowych. Trzecia maszyna, będąca ostateczną wersją B-88 wyposażoną już w docelowy silnik Double Mamba, po raz pierwszy wniosła się w powietrze 10 lipca 1950 roku. Z rywalizacji pomiędzy wytwórniami Blackburn i Fairey zwycięsko wyszła ta ostatnia i cały projekt B-88 został anulowany.

## Konstrukcja
B-88 był całkowicie metalowym, trzymiejscowym, wolnonośnym średniopłatem. Centropłat o ujemnym wzniosie oraz części zewnętrzne skrzydeł o wzniosie dodatnim. Patrząc z przodu na skrzydła miały one kształt spłaszczonej litery W. Centropłat zaopatrzony w klapy. Części zewnętrzne płata hydraulicznie składane do góry a same końcówki dodatkowo w dół w celu łatwego hangarowania na pokładzie lotniskowca. Pod płatem w kadłubie mieściła się komora uzbrojenia, nad nią trzyosobowa kabina z miejscami jedno za drugim. Klasyczne usterzenie wolnonośne o bardzo dużym wznosie usterzenia poziomego. Podwozie trójpodporowe z przednim podparciem, wciągane w locie, przednie do wnęki w kadłubie, główne do wnęk w centropłacie. Z tyłu kadłuba hak do lądowania na pokładzie lotniskowca oraz wysuwana osłona anteny radarowej. Silnik turbośmigłowy Armstrong Siddeley Double Mamba napędzał za pomocą wspólnego reduktora dwa, czterołopatowe, współosiowe śmigła przeciwbieżne. Nominalna moc silnika wynosiła 1940 kW ale wylot gazów silnikowych wytwarzał dodatkowy ciąg 3,6 kN dzięki czemu sumaryczna moc efektywna wzrastała do 2440 kW. Podczas lotu, każdy z dwóch silników Double Mamba mógł być wyłączony w celu zaoszczędzenia paliwa. Nie wpływało to na pracę przeciwbieżnych śmigieł. Maszyna nie była wyposażona w uzbrojenie strzeleckie a jedynie w bomby głębinowe lub zwykłe i torpedy umieszczane w komorze bombowej.